# Stanisław Gadżymagomiedow
Stanisław Gadżymagomiedow (Станислав Гаджимагомедов) – generał pułkownik, szef Narodowego Centrum Zarządzania Obroną Federacji Rosyjskiej.